# 卢浮宫博物馆
卢浮宫博物馆（法語：Musée de Louvre，發音：[myze də luvʁ] ⓘ）是法国巴黎的艺术博物馆，也是世界上最著名的博物馆之一。该馆位于塞纳河右岸卢浮宫内，藏有众多经典艺术作品，其中最著名的藏品包括《蒙娜丽莎》、《米洛的维纳斯》、《書記坐像》、《萨莫色雷斯的胜利女神》和《汉谟拉比法典》。
卢浮宫是一座拥有八百年历史的王室宫殿，坐落在塞纳河右岸，与艺术息息相关。16世纪，法王弗朗索瓦一世将其打造为巴黎文艺复兴的象征。17世纪末，法王路易十四迁往凡尔赛宫后，部分皇家收藏的绘画和古代雕塑被存放于卢浮宫。在随后的一个世纪里，卢浮宫成为多个学院的驻地，其中包括皇家繪畫與雕塑學院，还容纳了众多由王室支持的艺术家及其工作室。自啟蒙時代起，向公众展示王室收藏杰作的构想开始出现。1793年，法国大革命实现了这一目标，卢浮宫博物馆正式对外开放，并在此后不断扩展。
自中世纪晚期以来，法国历代君主致力于委托欧洲最杰出的艺术家进行艺术创作，并收集当下和史上的艺术杰作。1793年卢浮宫博物馆开馆时，凭借从流亡贵族和教会没收的作品，博物馆的馆藏得到进一步扩充。此后的两个世纪里，卢浮宫博物馆的馆藏通过战争战利品、购入、赞助、遗赠、捐赠和考古发现持续扩充。至2019年，卢浮宫藏有超过50万件艺术品，其中有3.6万余件公开展出。
2018年，卢浮宫共接待1020万游客，其中四分之三为外国游客，成为全球参观人数最多的艺术博物馆，也是法国最受欢迎的收费文化遗址。为更加适应大众旅游需求，卢浮宫在20世纪末进行了改造，建造了玻璃金字塔作为博物馆主入口。